# Treron vernans
Il piccione verde collorosa (Treron vernans Linnaeus, 1771) è un uccello della famiglia dei Columbidi diffuso nel Sud-est Asiatico e nelle Filippine, nonché a Sulawesi.